# 阿尔沃斯洛厄
阿尔沃斯洛厄是德国石勒苏益格－荷尔斯泰因州的一个市镇。总面积21.56平方公里，总人口2570人，其中男性1316人，女性1254人（2011年12月31日），人口密度119人/平方公里。